# Уршулево (гміна Скрвільно)
Уршулево (пол. Urszulewo) — село в Польщі, у гміні Скрвільно Рипінського повіту Куявсько-Поморського воєводства.
Населення — 216 осіб (2011).
У 1975-1998 роках село належало до Влоцлавського воєводства.

## Демографія
Демографічна структура станом на 31 березня 2011 року:
|          | Загалом | Допрацездатний вік | Працездатний вік | Постпрацездатний вік |
| -------- | ------- | ------------------ | ---------------- | -------------------- |
| Чоловіки | 107     | 32                 | 67               | 8                    |
| Жінки    | 109     | 30                 | 57               | 22                   |
| Разом    | 216     | 62                 | 124              | 30                   |